# Dinocheirus aequalis
Dinocheirus aequalis är en spindeldjursart som först beskrevs av Banks 1908.  Dinocheirus aequalis ingår i släktet Dinocheirus och familjen blindklokrypare. Inga underarter finns listade i Catalogue of Life.